# Athimarapatti
Athimarapatti is een panchayatdorp in het district Thoothukudi van de Indiase staat Tamil Nadu. 

## Demografie
Volgens de Indiase volkstelling van 2001 wonen er 17.527 mensen in Athimarapatti, waarvan 51% mannelijk en 49% vrouwelijk is. De plaats heeft een alfabetiseringsgraad van 68%. 